# Пять тысяч рублей
Пять ты́сяч рубле́й (5000 рубле́й) — денежная банкнота национальной валюты Российской Федерации самого крупного номинала с 2006 года по настоящее время.

## История выпуска
Банкноты достоинством 5000 рублей выпускались в 1918—1922, 1992, 1993, 1995, 2006 годах как центральным правительством страны (Народным комиссариатом финансов РСФСР, Госбанком Временного правительства и РСФСР, Центробанком РФ), так и различными образованиями на территории России (Донским Кругом, Кубанской Радой, Вооружёнными Силами Юга России, Северо-Западной армией Юденича и др.). Также выпускались Белоруссией в 1993—1999 годах и в 2000—2015 годах, Приднестровьем в 1995—2000 и Таджикистаном в 1999 (нет данных о выпуске в обращение).
Банкнота номиналом в 5000 рублей была выпущена в ЗСФСР в 1923 году.

### Обоснование и причины выпуска
Впервые за всю историю России банкнота такого большого номинала была разработана при Временном правительстве в 1917 году; впервые выпущена в обращение ленинским правительством РСФСР в 1918 в «керенском» варианте, с двуглавыми орлами на оборотной стороне.
Данная банкнота обычно выпускалась по мере развития гиперинфляции, приблизительно через год после начала обвального обесценения денег — в 1919 и 1992 годах, когда деньги уже обесценились не менее чем в 10 и не более чем в 50 раз (от 1000 до 5000 %).
В момент первого выхода в обращение банкнота 5000 рублей, независимо от общественного строя, всегда являлась самым крупным денежным знаком в стране.
Но проходило всего несколько лет инфляции, — и в 1920, как и в 1996 годах, эта же банкнота была уже одной из мелких (в 1996 году — менее одного доллара по курсу Центробанка).
Вслед за банкнотой достоинством пять тысяч рублей через некоторое время, по мере развития инфляции, выпускались банкноты 10 000, 50 000, 100 000, 500 000 рублей (в начале 1920-х годов ещё 25 000, 250 000, 1 000 000 рублей).
Затем следовала деноминация денежных знаков: от тысячи раз в 1998 до 50 миллиардов раз в 1922—1924 годах.

## Характеристики банкнот
| Изображение     | Изображение       | Размеры (мм) | Основные цвета       | Описание | Описание | Описание                                                                             | Дата выхода      |
| Лицевая сторона | Оборотная сторона | Размеры (мм) | Основные цвета       | Лицевая сторона | Оборотная сторона | Водяной знак                                                                         | Дата выхода      |
| --------------- | ----------------- | ------------ | -------------------- | --- | --- | ------------------------------------------------------------------------------------ | ---------------- |
|                 |                   | 212×132      | Синий                | Номинал цифрами и прописью, пояснительные надписи                                                                                                   | Герб России, номинал цифрами и прописью | Есть                                                                                 | 1919             |
|                 |                   | 165×117      | Зелёный              | Номинал цифрами и прописью, пояснительные надписи                                                                                                   | Герб РСФСР, номинал цифрами и прописью | Есть                                                                                 | 1920             |
|                 |                   | 112×78       | Серый                | Номинал цифрами и прописью, пояснительные надписи                                                                                                   | Герб РСФСР | Есть                                                                                 | 1921             |
|                 |                   | 210×127      | Серый                | Герб РСФСР, номинал цифрами и прописью | Номинал, текст условий деноминации | Есть                                                                                 | 1922             |
|                 |                   | 220×127      | Зелёный, розовый     | Герб РСФСР, номинал цифрами и прописью | Номинал, текст условий деноминации | Есть                                                                                 | 1923             |
|                 |                   | 145×70       | Темно-синий, голубой | Знаменитые строения Москвы; старая и новая Москва                                                                                                   | Первая и вторая безымянные, Петровская, Беклемишевская башни Московского Кремля; Большой Москворецкий мост; Жилой дом на Котельнической набережной | Тёмные и светлые пятиконечные звёзды                                                 | 14 июля 1992     |
|                 |                   | 152×67       | Красный, фиолетовый  | Сенатская башня Московского Кремля и Российский флаг на куполе здания Сената                                                                        | Первая и вторая безымянные, Петровская, Беклемишевская башни Московского Кремля; Большой Москворецкий мост; Жилой дом на Котельнической набережной | Сенатская башня Московского Кремля и Российский флаг на куполе здания Сената         | 25 января 1993   |
|                 |                   | 152×67       | Красный, фиолетовый  | Сенатская башня Московского Кремля и Российский флаг на куполе здания Сената                                                                        | Первая и вторая безымянные, Петровская, Беклемишевская башни Московского Кремля; Большой Москворецкий мост; Жилой дом на Котельнической набережной | Сенатская башня Московского Кремля и Российский флаг на куполе здания Сената, «5000» | 19 сентября 1994 |
|                 |                   | 137×61       | Зелёный              | Памятник «Тысячелетие России» на фоне Софийского собора                                                                                             | Крепостная стена Новгородского детинца | «5000», Софийский собор                                                              | 31 октября 1995  |
|                 |                   | 157×69       | Красно-коричневый    | Памятник Муравьёву-Амурскому на фоне Хабаровского утёса, герб Хабаровска                                                                            | Мост через Амур | «5000», Верхняя часть памятника Муравьёву-Амурскому                                  | 31 июля 2006     |
|                 |                   | 157×69       | Красно-коричневый    | Памятник Муравьёву-Амурскому на фоне Хабаровского утёса, герб Хабаровска                                                                            | Мост через Амур | «5000», Верхняя часть памятника Муравьёву-Амурскому                                  | 6 сентября 2011  |
|                 |                   | 157×69       | Красный              | Стела «Европа — Азия»; «Исеть» в «Екатеринбург-Сити»; БЦ «Высоцкий»; Екатеринбургский цирк; Дом связи (здание главпочтамта); ДИВС; Дом Севастьянова | Памятник «Сказ об Урале» в Челябинске, металлургический завод, стела «66 параллель» в Салехарде, объекты нефте- и газодобывающей промышленности    | «5000», Дом связи и Дом Севастьянова                                                 | 16 октября 2023  |

## Современная Россия

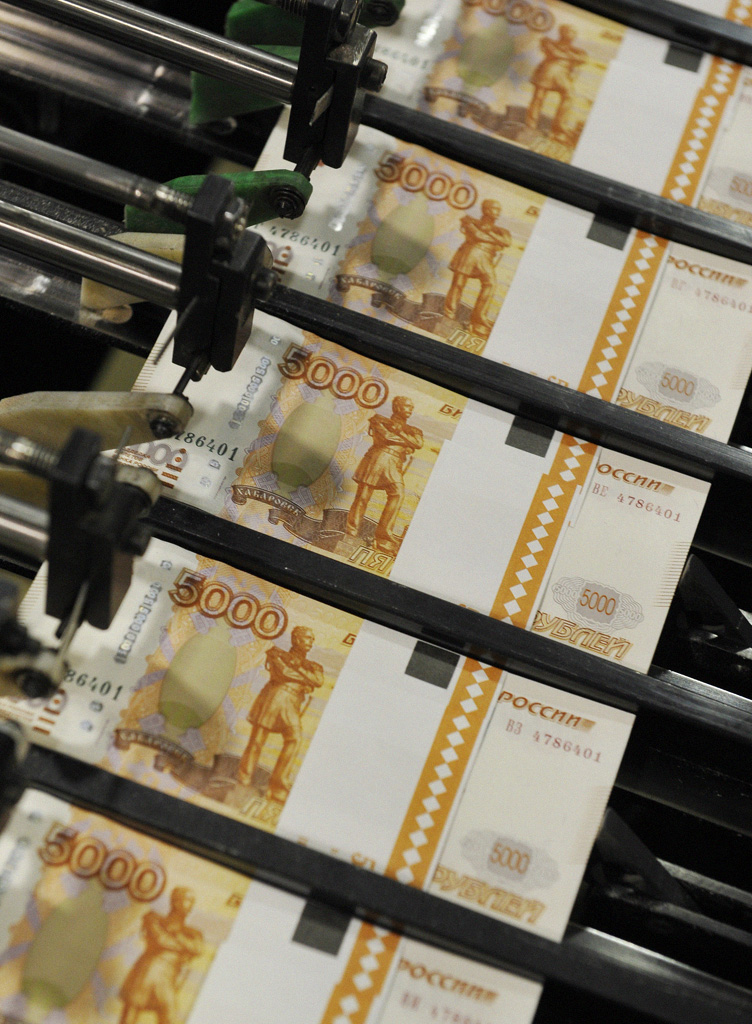
Производство банкнот на фабрике ФГУП «Гознак» в Перми

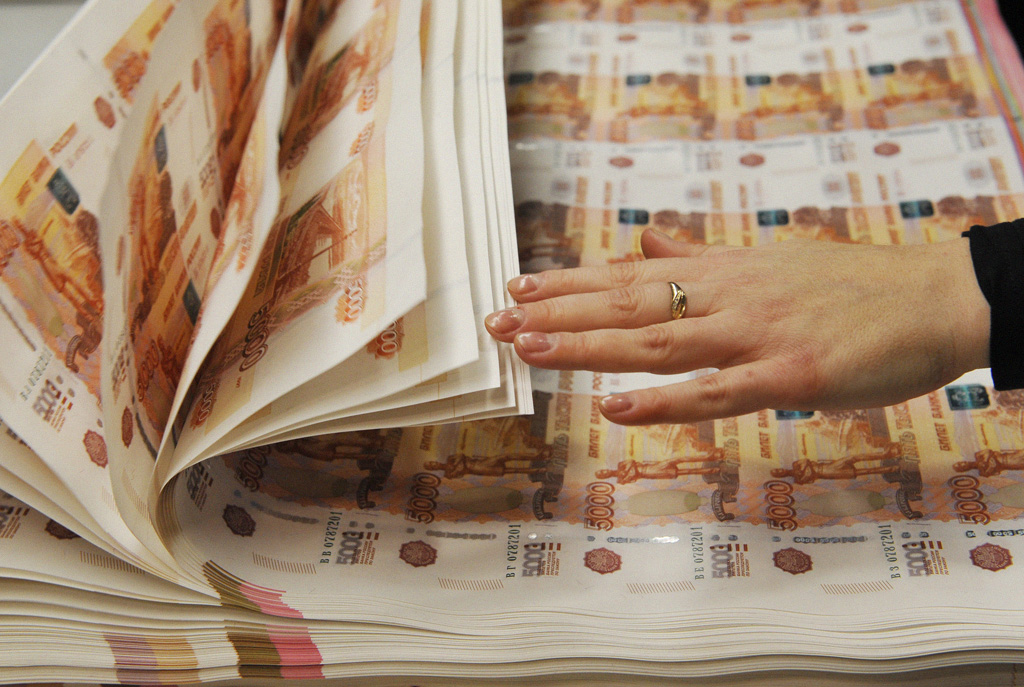
Проверка печатных заготовок перед отправкой на линию нарезки и упаковки на фабрике ФГУП «Гознак» в Перми

Банкнота 5000 рублей вошла в обращение 31 июля 2006 года при относительно низком номинальном курсе рубля относительно мировых валют (1 доллар США = 30 рублей). На момент выпуска данная банкнота превосходила по покупательной способности самый высокий номинал банкнот, выпускаемый Федеральной резервной системой США, — 100 долларов (в обращении находятся также ранее выпущенные банкноты 500, 1000 и 10 000 долларов).

### Внешний вид
На банкноте изображен российский город Хабаровск:
- лицевая сторона — Хабаровский утёс и памятник Н. Н. Муравьеву-Амурскому работы А. М. Опекушина;
- оборотная сторона — мост через реку Амур в Хабаровске. Дизайн банкноты был разработан в 1997 году. Преобладающий цвет новой банкноты — красно-оранжевый.

## Галерея исторических банкнот

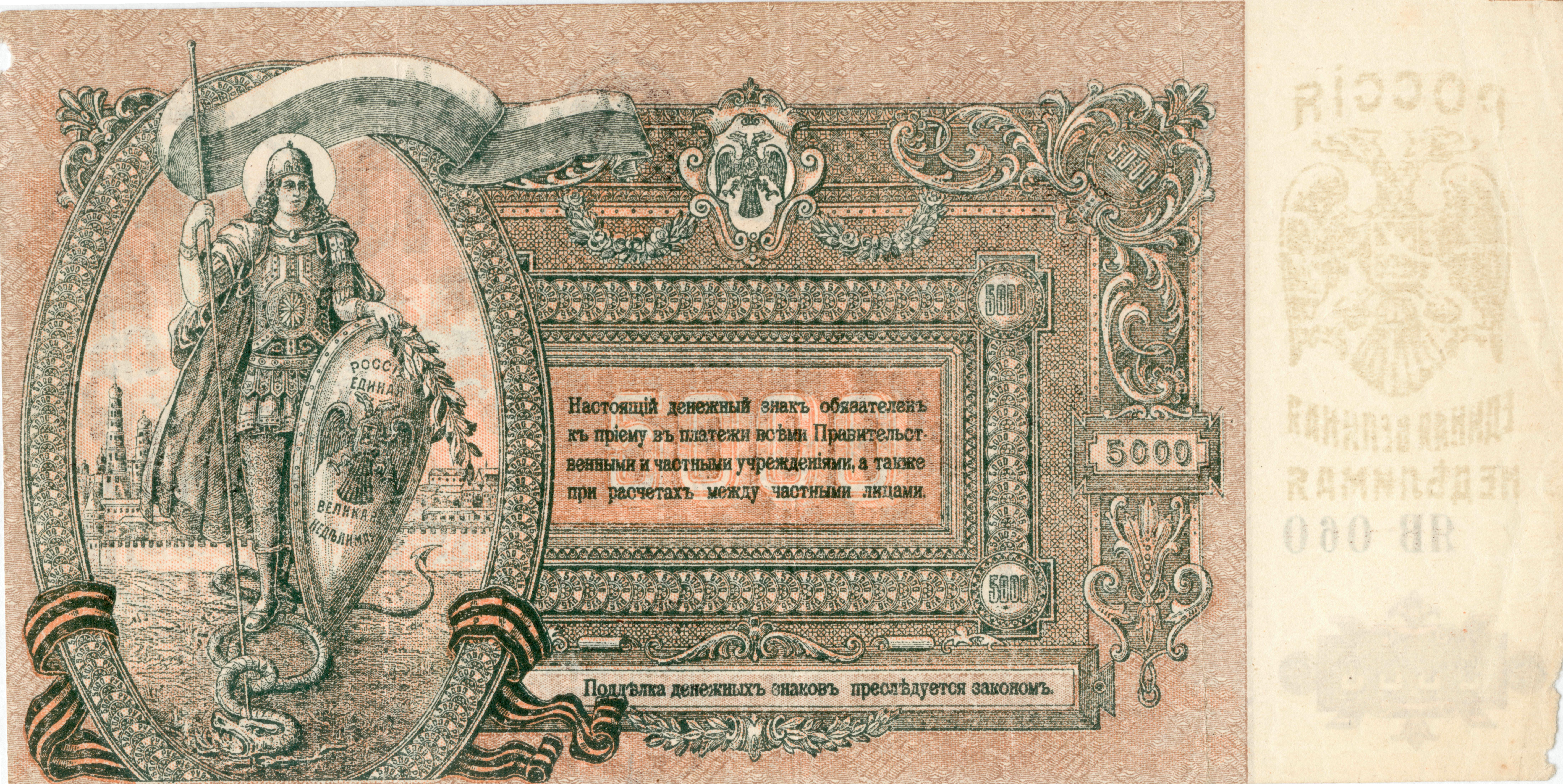
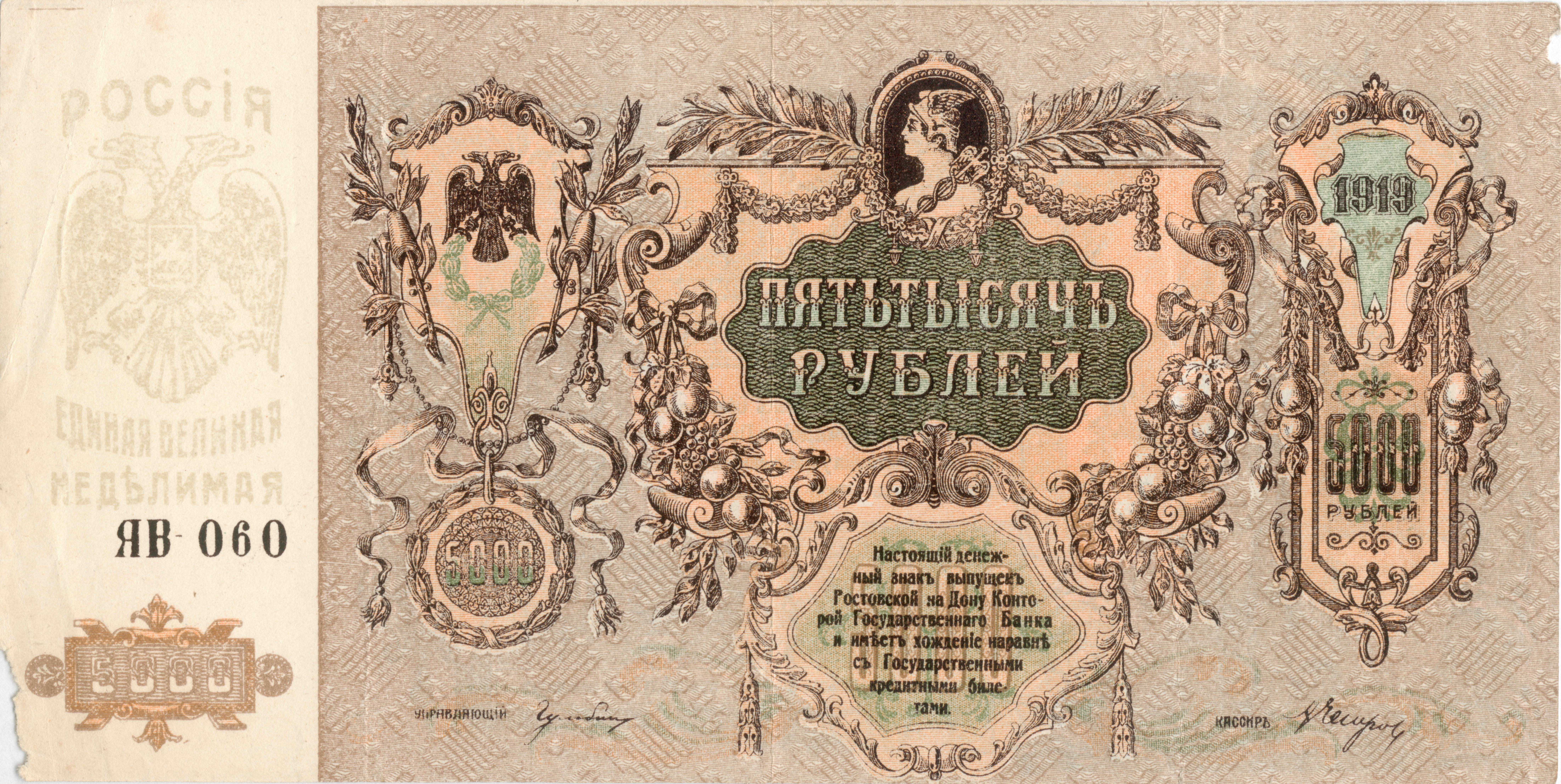
5000 донских рублей 1919
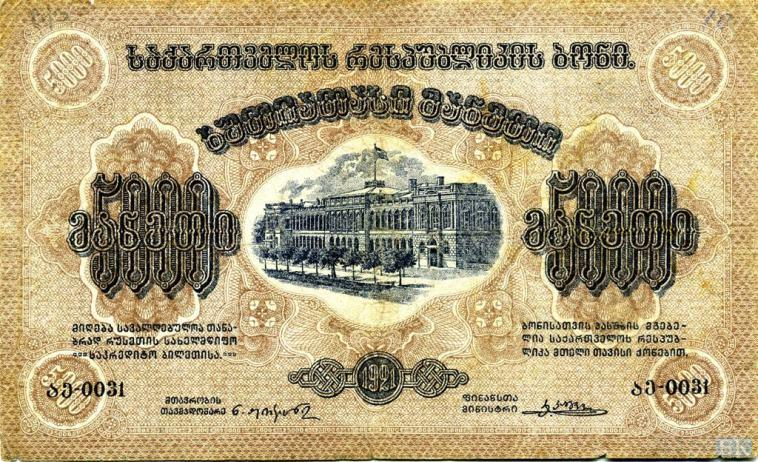
5000 рублей Грузии 1921
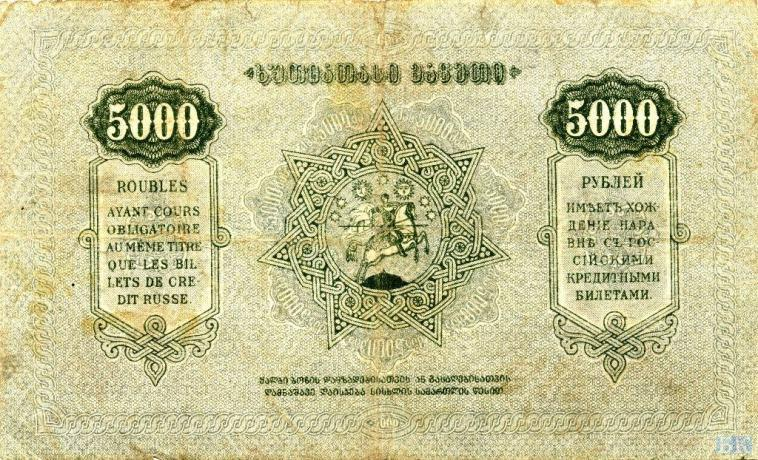
5000 рублей Грузии 1921
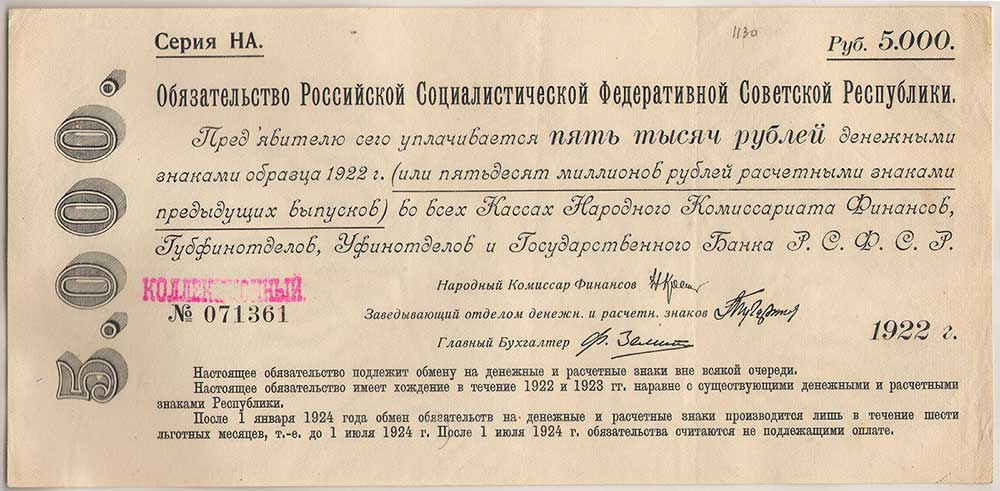
Обязательство 5000 рублей 1922 года
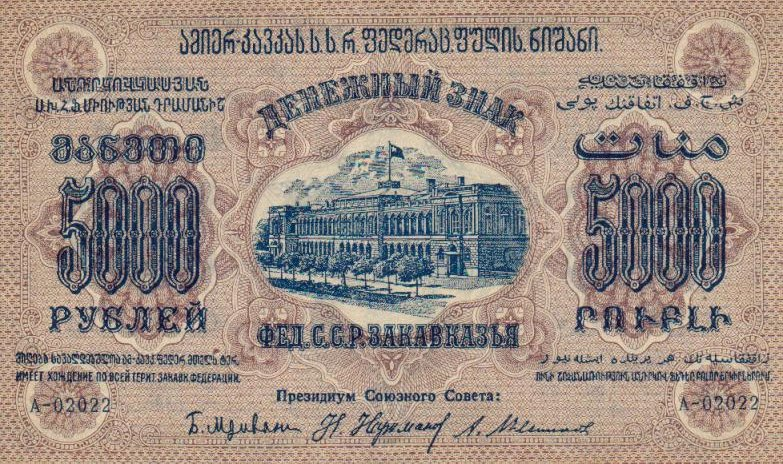
ЗСФСР 5000 рублей, лицевая сторона (1923)
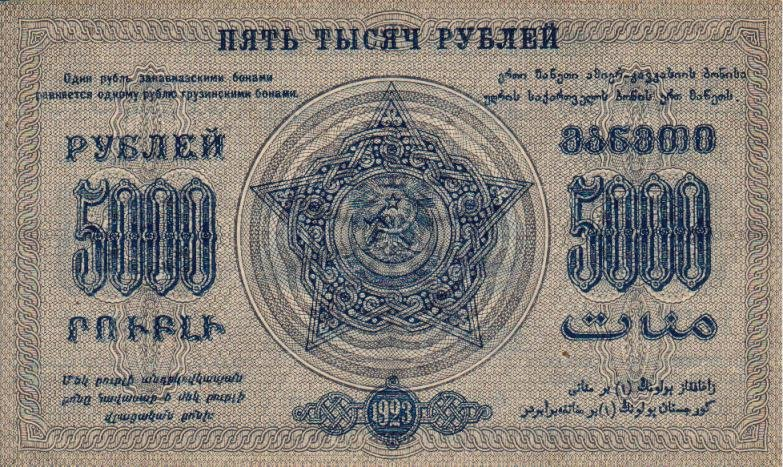
ЗСФСР 5000 рублей, оборотная сторона (1923)
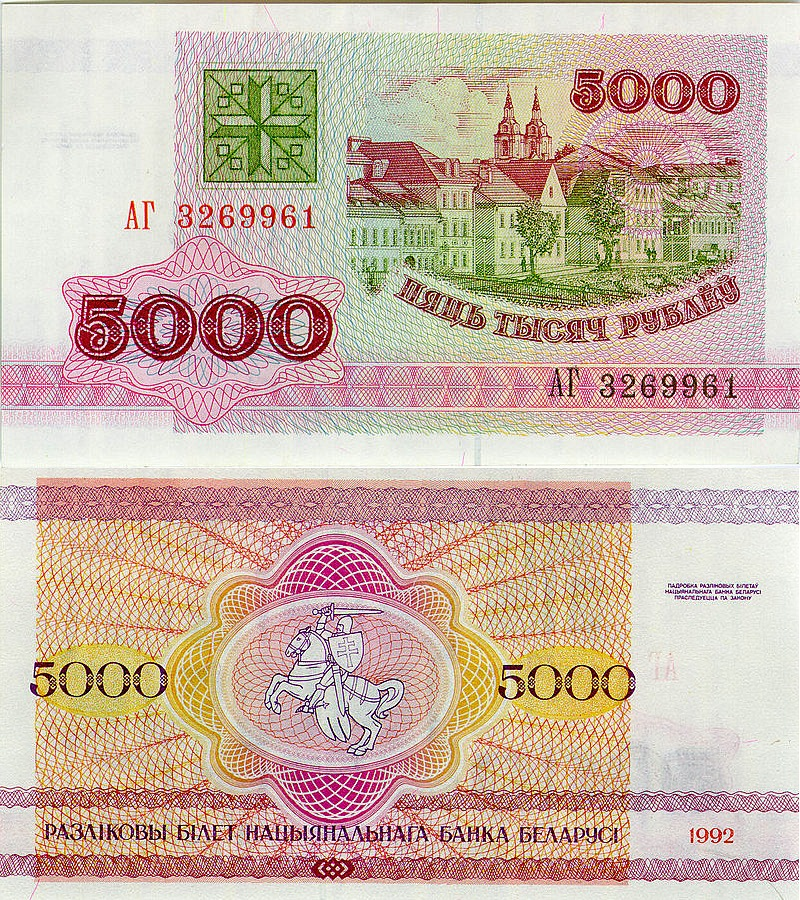
Белорусские 5000 рублей (1992)
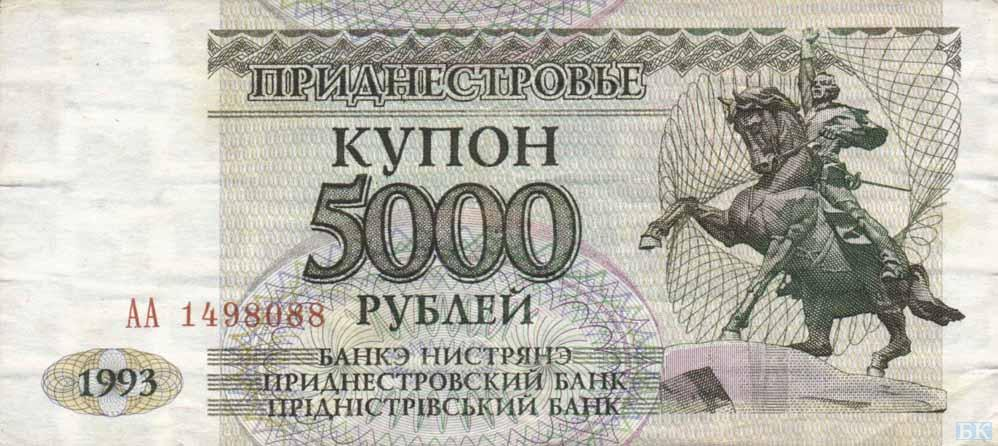
5000 приднестровских рублей 1993
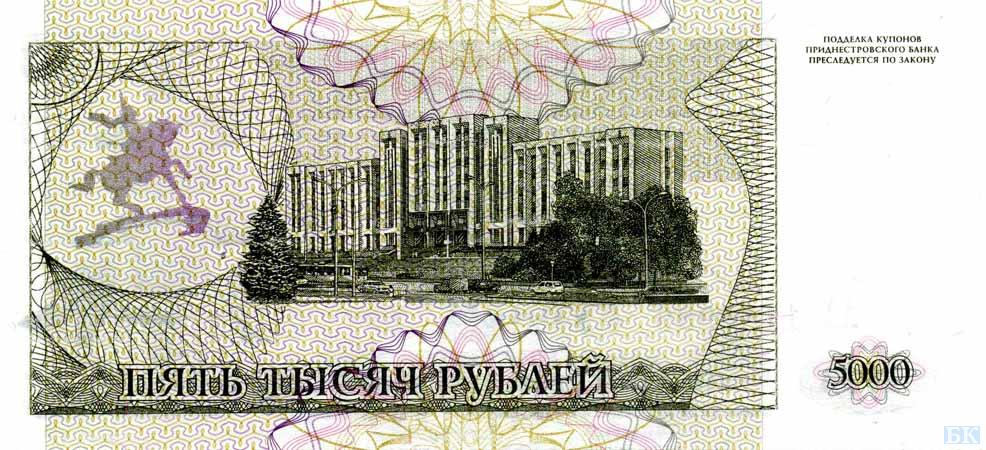
5000 приднестровских рублей 1993
5000 приднестровских рублей с наклеенной маркой на вышедшую из оборота российскую банкноту 1992 года (1994, лицевая сторона)
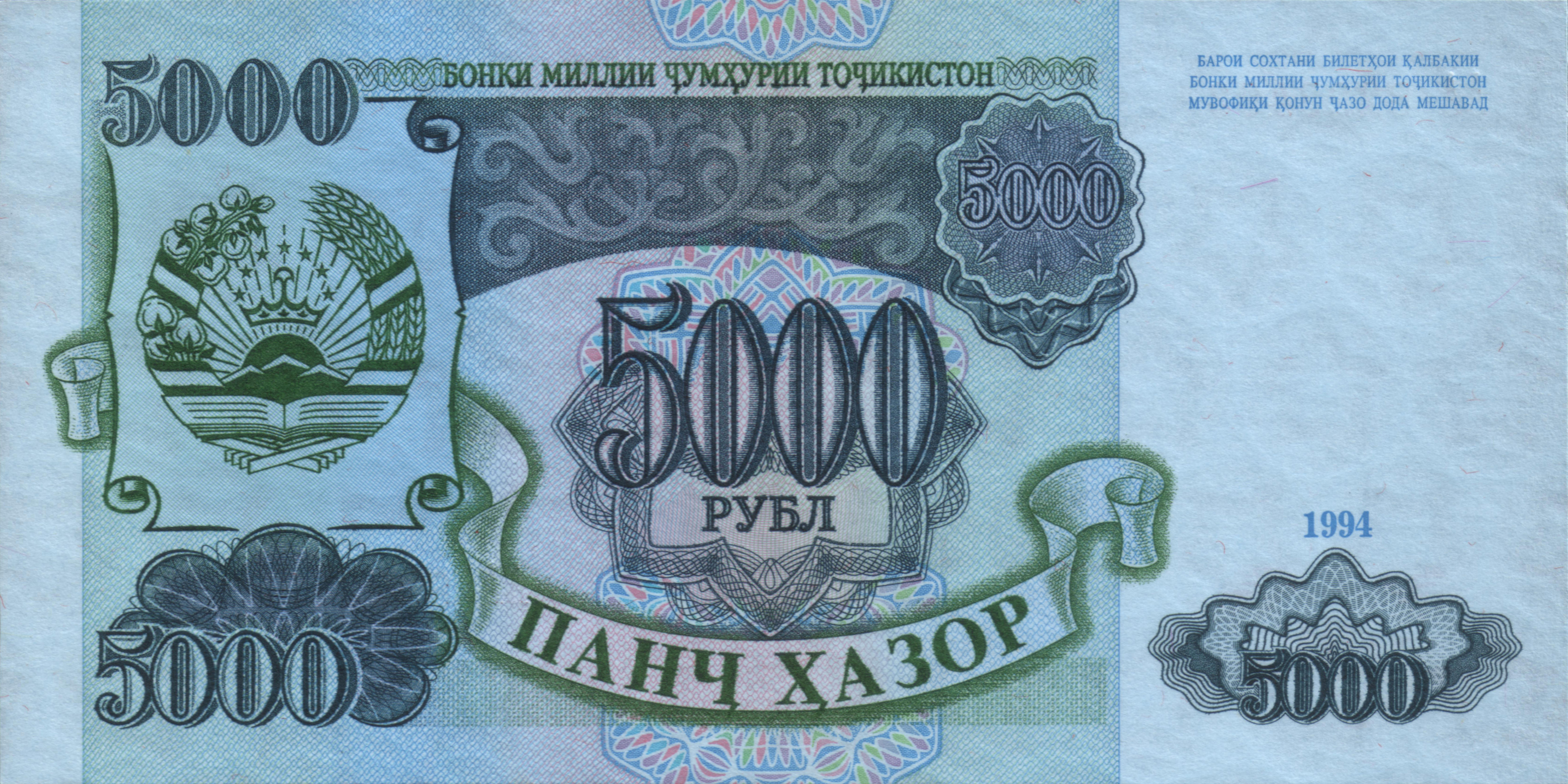
Таджикские 5000 рублей, 1994. Оформление взято у «гайдаровских» пяти тысяч обр. 1992 г.
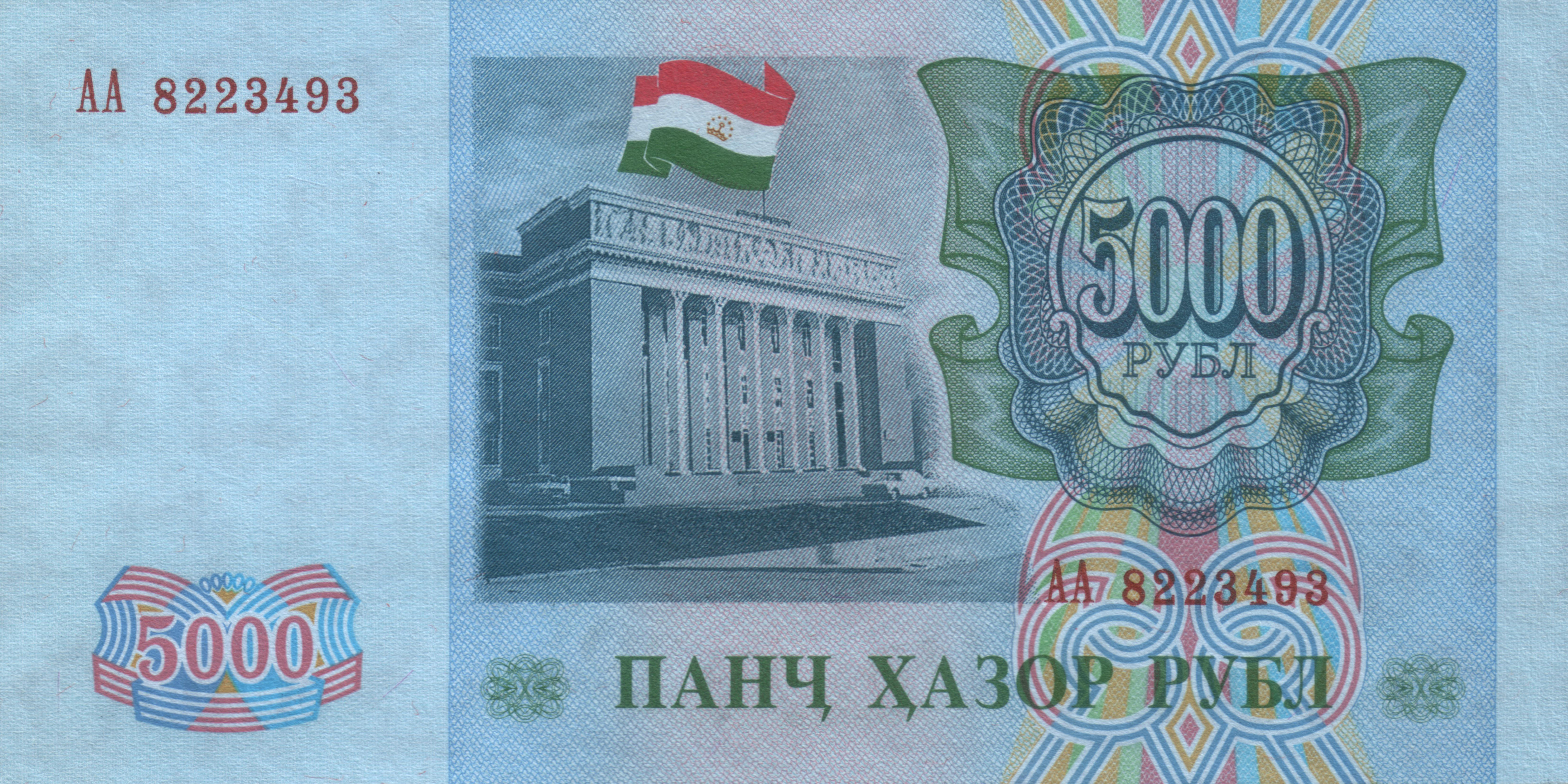
Таджикские 5000 рублей, 1994
5000 хакасских рублей. Абакан, 1996
5000 хакасских рублей. Абакан, 1996
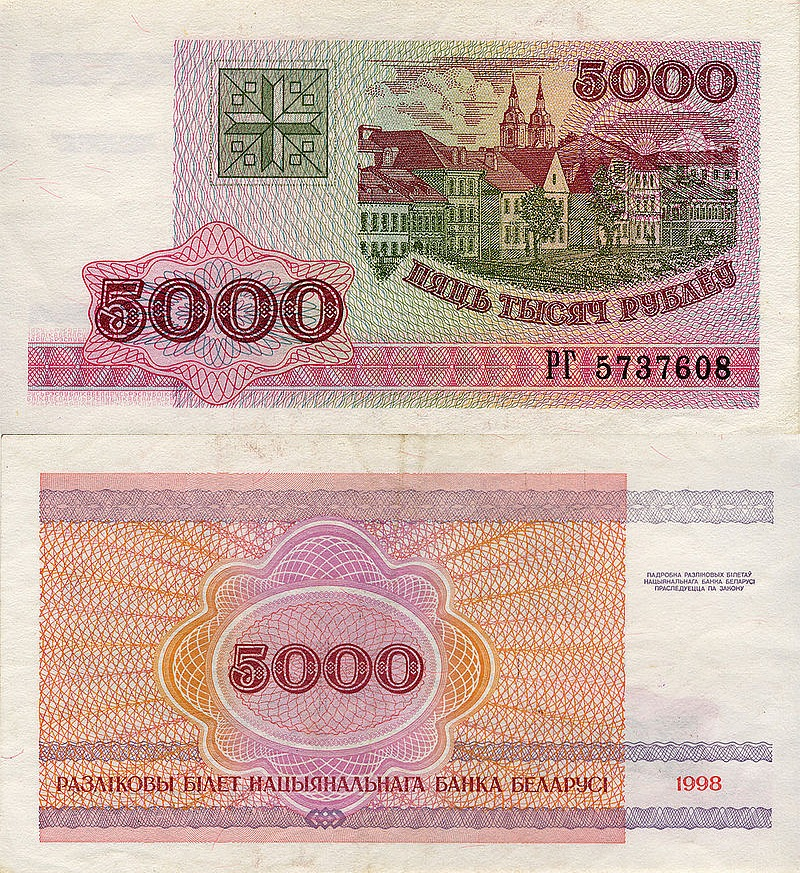
Белорусские 5000 рублей (1998)
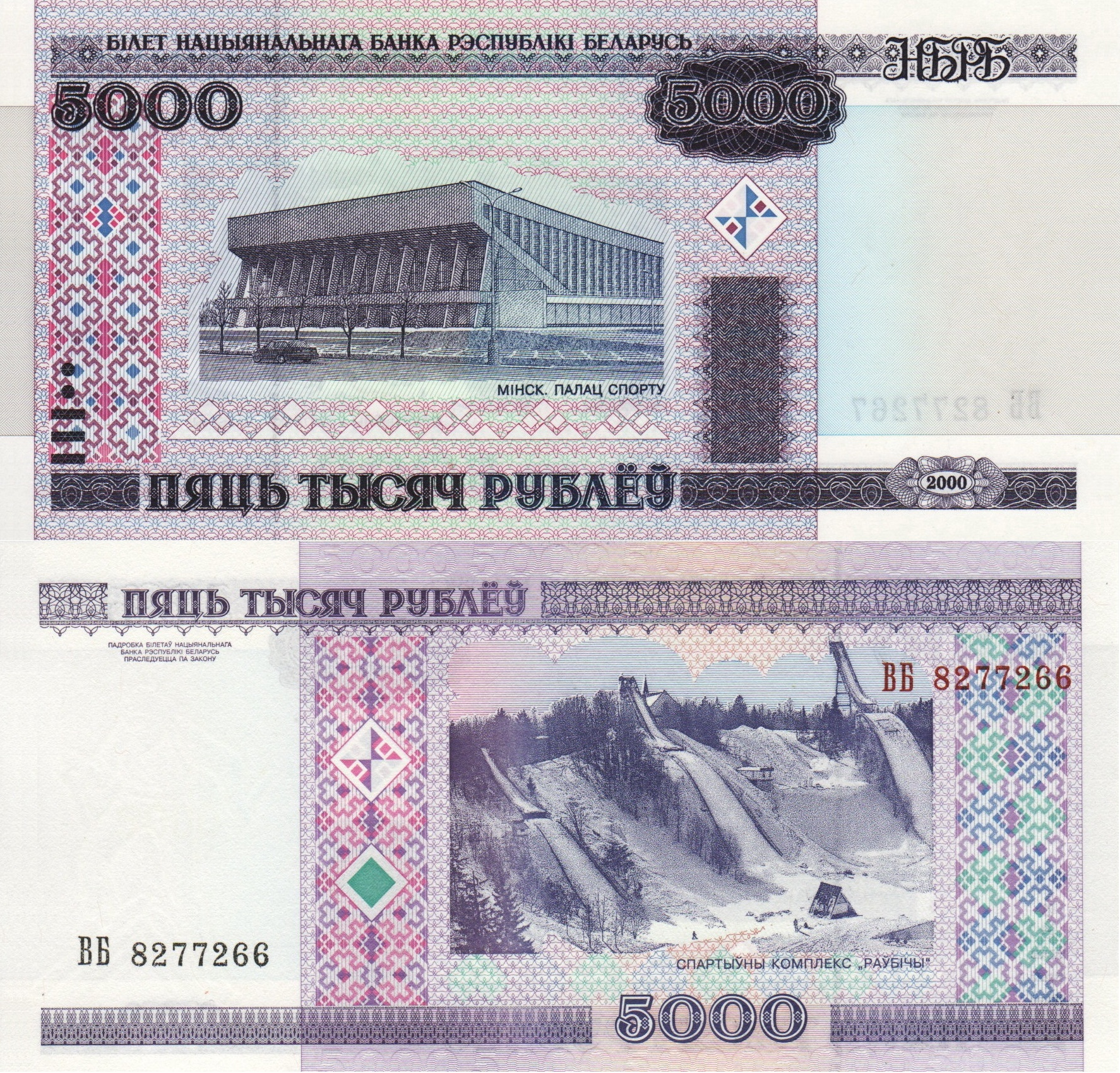
Белорусские 5000 рублей (2000)